# 아모르 데 나디에
《아모르 데 나디에》(스페인어: Amor de nadie)은 1990년 방영된 멕시코의 텔레노벨라이다.